# 阿格涅什卡·斯克日普莱茨
阿格涅什卡·斯克日普莱茨（波蘭語：Agnieszka Skrzypulec，1989年6月3日—），波兰女子帆船运动员。她曾代表波兰参加2012年、2016年和2020年夏季奥林匹克运动会帆船比赛，获得一枚银牌。